# Lav Znidarčić
Dr Lav Znidarčić (Split, 14. kolovoza 1918. − Zagreb, 23. prosinca 2001.) bio je hrvatski odvjetnik, kulturni djelatnik, hrvatski uznik i rodoljub. 

## Životopis
Rodio se je u Splitu 1918. godine. U rodnom gradu završio je pučku školu i klasičnu gimnaziju. 
U Zagrebu je studirao na Pravnom fakultetu, gdje je diplomirao i 1942. doktorirao. Zaposlio se je u Zagrebu kao pravnik u Hrvatskoj radničkoj komori. Potom je radio u gospodarstvu i u upravnim tijelima. Sljedeće radno mjesto bilo mu je mjesto tajnika Rimokatoličkog bogoslovnog fakulteta u Zagrebu. Posljednje radno mjesto bilo mu je u odvjetničkoj struci u kojoj je ostao do odlaska u mirovinu. Šesnaest puta mijenjao je zaposlenja, šest se puta selio, četiri puta doživio premetačinu stana i četiri puta bio u zatvoru u razdobljima 1950. – 1953. i 1975. – 1976. 
Dvije je godine proveo u zatvoru bez suđenja. Zbog raznih je razlog morao seliti s obitelji, uglavnom što su on ili supruga ostajali bez posla i tražili su nove mogućnosti za život. Siječnja 1957. doselio je s obitelji u Kakanj. Izabrao ga je kao najbolje rješenje ocjenjujući ponuđene uvjete. Lav i supruga zaposlili su se u Rudniku. Premda mu je supruga bila profesorica matematike i govorila njemački, nije smjela raditi u prosvjeti zbog svojih vjerskih uvjerenja i čestog posjećivanja misa u crkvi, zbog čega je u Bosanskom Brodu ostala bez posla. U kakanjskom rudniku posvetila se radu na obrazovanju kadrova, i poslije svakodnevno održavala nastavu na njemačkom jeziku za dvoje djece njemačkih inženjera koji su radili u TE u Čatićima. U Kaknju su proveli oko šest godina. Supruga Hella je svirala orgulje u crkvi. Kakanjcima je ostao u lijepom sjećanju. Kratko je radio u Zenici u Rudniku. Pripravnički je odradio u odvjetničkom uredu Fadila Imamovića, a na posao je svaki dan putovao vlakom. Zbog rada u katoličkoj organizaciji Veliko križarsko bratstvo, nigdje u BiH nije mogao dobiti odobrenje za otvaranje odvjetničkog ureda pa se 1962. godine vratio s obitelji u Zagreb. U Zagrebu je bio pravnik u poduzećima Vinoproduktu i Uniji. Ured je napokon smio otvoriti 1968. godine u Zagrebu i u njemu je radio do mirovine 1979. godine. Ured je preuzela kći. Volonterski je radio u Matici hrvatskoj sve do smrti. Bio je na poslovima odnosa s Hrvatima u inozemstvu, u kojoj je postao pročelnik te predsjednik njenog Časnoga suda.
Bio je na glasu kao nesalomivi rodoljub. Važio je kao Hrvat koji je jasno, javno i hrabro isticao svoj katolički svjetonazor. Dolazak nedemokratskih totalitarističkih jugokomunističkih vlasti 1945. godine brzo je osjetio. Kao takav im je smetao. Više su ga puta slali u zatvore u Zagrebu i Staroj Gradišci. Za slanje u zatvor vlastima nisu uvijek trebale presude, nekada su ga slali i bez presuda, a bilo je i slučaja kad su ga zatvarali i bez sudskih postupaka.
Nakon što je slomljeno hrvatsko proljeće, branio je studente i članove Matice hrvatske na političkim procesima. 
Kada je 1991. obnovljena Matica hrvatska, postao je pročelnik Odjela za inozemstvo (sve dok taj Odjel nije ukinut) i obnašao je dužnost predsjednika Časnoga suda Matice hrvatske. Na toj dužnosti zadesila ga je smrt 23. prosinca 2001. u zagrebačkoj klinici Dubravi.
U neovisnoj Hrvatskoj jedan od suradnika predsjednika Franje Tuđmana.
Od Znidarčićeve djece veću je karijeru postigao Dobroslav, koji je sveučilišni profesor u SAD. Lavova sesta Anka bila je suprotna životna puta.
Djelovao je u Križarskoj organizaciji još od prije rata. Velikom križarskom bratstvu pristupio je 1935. i djelovao u njemu sve do 1993. Bio je tajnik tog bratstva.
Umro je u Zagrebu 23. prosinca 2001. Pokopan je na Mirogoju 29. prosinca 2001.

## Djela
Bio je urednik i suradnik mnogih časopisa i listova (»Odvjetnik«, »Kolo«, »Vijenac«, »Križarska straža«...) 
Knjige:
- knjiga svjedočanstava Alojzije Stepinac, Matica hrvatska, 1998.

## Vanjske poveznice
- Lav Znidarčić  Arhivirana inačica izvorne stranice od 6. listopada 2014. (Wayback Machine), križari.hr